# Ebensfeld
Ebensfeld ist ein Markt im oberfränkischen Landkreis Lichtenfels im Norden des Freistaates Bayern.

## Geographie

### Geographische Lage

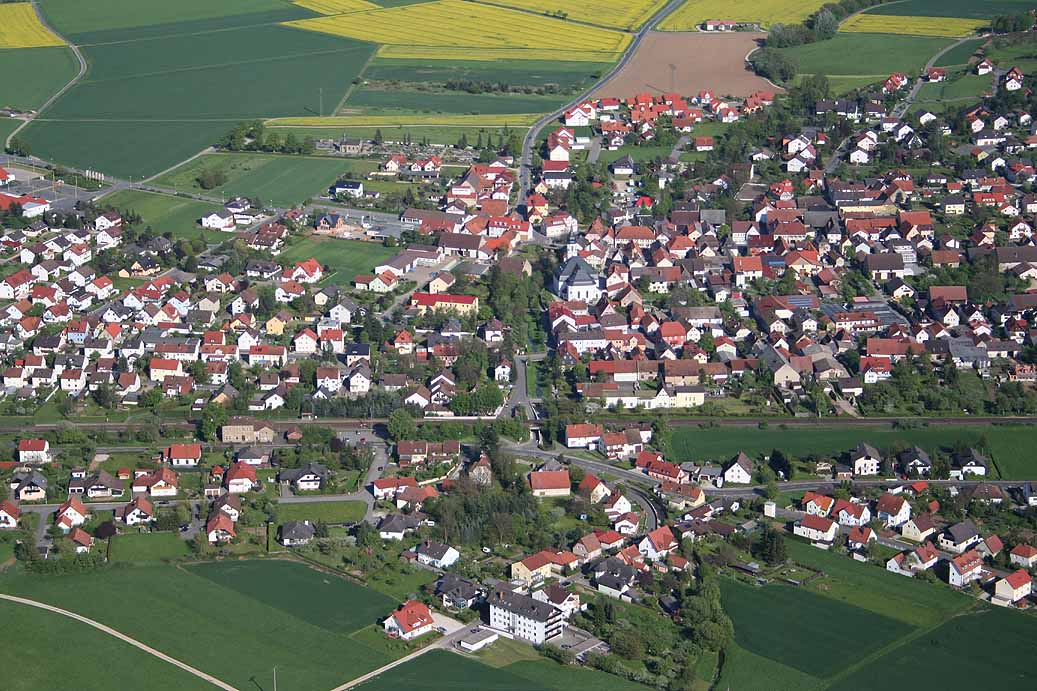
Luftaufnahme des Marktes Ebensfeld

Die vom Main geteilte Gemeinde liegt am Obermain im westlichen Oberfranken zwischen dem Coburger Land und Bamberg, im äußersten Westen des Landkreises Lichtenfels am Gottesgarten. Es ist eingebettet zwischen den sanft ansteigenden Höhen des Fränkischen Juras im Süden und den Eierbergen im Norden.

### Nachbargemeinden
Ebensfeld grenzt (von Norden beginnend im Uhrzeigersinn) an die Gemeinden: Itzgrund (Landkreis Coburg), Bad Staffelstein, Scheßlitz, Zapfendorf, Rattelsdorf (alle drei Landkreis Bamberg). Im Westen grenzt außerdem das gemeindefreie Gebiet Breitengüßbacher Forst an die Gemeinde.

### Gemeindeteile
Es gibt 26 Gemeindeteile (in Klammern sind der Siedlungstyp und die Einwohnerzahl angegeben):
- Birkach (Kirchdorf, 263)
- Dittersbrunn (Dorf, 68)
- Döringstadt (Pfarrdorf, 404)
- Draisdorf (Kirchdorf, 73)
- Ebensfeld (Hauptort, 2291)
- Eggenbach (Kirchdorf, 168)
- Erlhof (Weiler, 29)
- Freiberg (Dorf, 98)
- Hahnhof (Einöde)
- Kleukheim (Pfarrdorf, 613)
- Kümmel (Dorf, 38)
- Kutzenberg (Dorf, 213)
- Messenfeld (Dorf, 54)
- Mönchshof (Einöde)
- Neudorf b.Ebensfeld (Weiler, 31)
- Niederau (Dorf, 28)
- Oberbrunn (Kirchdorf, 203)
- Oberküps (Kirchdorf, 121)
- Peusenhof (Weiler, 8)
- Pferdsfeld (Kirchdorf, 129)
- Prächting (Pfarrdorf, 349)
- Sträublingshof (Weiler, 14)
- Ummersberg (Einöde, 7)
- Unterbrunn (Kirchdorf, 169)
- Unterküps (Dorf, 79)
- Unterneuses (Kirchdorf, 399)

## Geschichte

### Bis zum 19. Jahrhundert
Die erste urkundliche Erwähnung von Ebensfeld war im Jahr 802, als die Brüder Gerhart und Ippin dem Kloster Fulda für ihr Seelenheil Güter in „uillis“, darunter in „Ebilihfeldono marcu“ vermachten.
Das Marktrecht ist für 1426 belegt, als der Bamberger Bischof Friedrich bestätigte, dass in dem „dorff Ebensuelt“ jährlich drei Märkte abgehalten werden dürfen. Der Ort gehörte zum Hochstift Bamberg. Im 18. Jahrhundert hatte das Vogteiamt Lichtenfels des Hochstifts Bamberg die Dorf- und Gemeindeherrschaft.
Mit der Inbetriebnahme der Eisenbahnstrecke von Bamberg nach Neuenmarkt im Jahr 1846 wurde die Station Ebensfeld eröffnet. 1862 erfolgte die Eingliederung Ebensfelds einschließlich des Ortsteils Kutzenberg in das neu geschaffene bayerische Bezirksamt Staffelstein. Am 28. August 1892 wurde die erste feste Mainbrücke, eine Eisenbrücke mit 50 Meter lichter Weite, eingeweiht.

### Kreiszugehörigkeit
Am 1. Juli 1972 wurde der Landkreis Staffelstein im Zuge der Gebietsreform in Bayern aufgelöst und Ebensfeld dem Landkreis Lichtenfels zugeschlagen.

### Religionen
Der überwiegende Teil der Bevölkerung ist katholisch (ca. 80 %). 10 % sind evangelisch, daneben gibt es Mitglieder anderer Konfessionen und Religionen sowie bekenntnislose Einwohner.
Auf dem Gebiet des Marktes gibt es vier Pfarreien mit elf Filialen, eine Kuratie und eine Filialkirche, die nicht zu einer der Pfarreien des Gemeindegebietes gehört. Insgesamt gibt es 17 Kirchen.
- Pfarrei Mariä Verkündigung Ebensfeld mit den Filialen Unter- und Oberbrunn, Unterneuses und Pferdsfeld
- Pfarrei St. Martin Döringstadt mit der Filiale Wiesen und der Kapelle in Neudorf
- Pfarrei St. Wolfgang Kleukheim mit den Filialen Oberküps und Kümmel
- Pfarrei Mariä Unbefleckte Empfängnis Prächting mit den Filialen Sträublingshof, Kutzenberg und der Veitskapelle
- Kuratie Mariä Schmerzen Eggenbach mit der Filiale Draisdorf

Diese Sprengel haben sich Pfingsten 2006 zum Seelsorgebereich Pfarreienverbund Ebensfeld zusammengeschlossen.
Birkach liegt zwar auf dem Gebiet des Marktes, gehört aber seelsorgerisch zur Kuratie Medlitz. Wiesen gehört seelsorgerisch zu Döringstadt, politisch zur Stadt Bad Staffelstein. Diese Besonderheiten wurden auf Wunsch der Gläubigen bei der Errichtung der Seelsorgebereiche beibehalten. Gleichzeitig entschieden sich die Gläubigen der Filiale Unterleiterbach zur Umpfarrung in die Pfarrei Zapfendorf, zur Gemeinde Zapfendorf gehören sie auch politisch.
Die evangelisch-lutherische Pfarrei, zu der der überwiegende Teil des Marktes gehört, ist die Kirchengemeinde Auferstehung Zapfendorf. Ein kleiner Teil ist der Dreieinigkeitskirche in Bad Staffelstein zugeordnet.

### Eingemeindungen
Im Zuge der Gebietsreform in Bayern wurden am 1. Juli 1972 die Gemeinden Birkach, Messenfeld, Oberbrunn, Unterbrunn und Unterneuses eingegliedert. Am 1. Januar 1978 wurden die Gemeinden Dittersbrunn, Döringstadt, Eggenbach (mit dem 1971 eingegliederten Gemeindeteil Draisdorf der am 1. April 1971 aufgelösten Gemeinde Draisdorf und mit der am 1. Januar 1975 eingegliederten Gemeinde Freiberg), Prächting sowie der Gemeindeteil Niederau der aufgelösten Gemeinde Unterzettlitz eingegliedert. Die Gemeinde Kleukheim kam am 1. Mai 1978 hinzu (mit der am 1. Juli 1971 eingemeindeten Gemeinde Kümmel und der am 1. Juli 1972 eingegliederten Gemeinde Oberküps).

### Einwohnerentwicklung
Im Zeitraum 1988 bis 2018 wuchs der Markt von 5362 auf 5593 um 231 Einwohner bzw. um 4,3 %. Am 31. Dezember 1999 hatte Ebensfeld 5763 Einwohner.
| Jahr | heutige Gemeinde | damalige Gemeinde | Ort  |
| ---- | ---------------- | ----------------- | ---- |
| 1871 | 4421             | 824               | 806  |
| 1885 | 4466             | 804               | 792  |
| 1900 | 4096             | 798               | 781  |
| 1925 | 4756             | 1502              | 846  |
| 1950 | 6029             | 1915              | 1393 |
| 1961 | 5114             | 1913              | 1446 |
| 1970 | 5272             | 3154              | 1935 |
| 1987 | 5281             |                   | 1919 |
| 1991 | 5646             |                   |      |
| 1995 | 5730             |                   |      |
| 2005 | 5690             |                   |      |
| 2010 | 5638             |                   |      |
| 2015 | 5576             |                   |      |

## Politik

### Marktgemeinderat
Der Marktgemeinderat hat 20 Mitglieder. Nach der Kommunalwahl am 15. März 2020 setzt er sich wie folgt zusammen:
| Partei / Liste               | Stimmenanteil | Sitze 2020 | Sitze 2014 |
| ---------------------------- | ------------- | ---------- | ---------- |
| CSU                          | 45,6 %        | 10         | 11         |
| Grüne                        | 10,6 %        | 2          | 1          |
| SPD                          | 08,5 %        | 2          | 2          |
| Freie Wähler Ebensfeld (FWE) | 16,5 %        | 3          | 3          |
| JB                           | 07,1 %        | 1          | 1          |
| FW Kehlbachgrund (FWK)       | 06,7 %        | 1          | 1          |
| Junge Wähler                 | 04,8 %        | 1          | 1          |
| Gesamt                       | 100 %*        | 20         | 20         |
| Wahlbeteiligung              | 71,3 %        | 71,3 %     |            |

* nach Korrektur von Rundungsungenauigkeiten
Außerdem gehört dem Gemeinderat der Erste Bürgermeister an.
CSU und JB sowie FWE, JW und FWK bilden jeweils gemeinsame Fraktionen, die Grünen und die SPD bilden jeweils weitere Fraktionen.

### Bürgermeister
Berufsmäßiger Erster Bürgermeister ist seit 1. Mai 2008 Bernhard Storath (CSU). Bei der Kommunalwahl 2020 wurde er mit 67,8 % der gültigen Stimmen erneut im Amt bestätigt. Vorgänger war Bernhard Kasper (Freie Wähler). 
Zweite Bürgermeisterin ist Gabriele Böhmer (CSU), dritter Bürgermeister ist Anton Schatz (CSU).

### Wappen
| Wappen von Ebensfeld | Blasonierung: „In Silber auf rotem Feld mit goldenen Furchen stehend ein blau gekleideter Bauer mit schwarzem Spitzhut, der aus einem silbernen Sätuch goldene Körner streut; rechts oben übereinander drei her fliegende schwarze Vögel.“ |
| Wappen von Ebensfeld | Wappenbegründung: Im 18. Jahrhundert hatte das Vogteiamt Lichtenfels des Hochstifts Bamberg die Dorf- und Gemeindeherrschaft. In dieser Zeit begann die Führung eines eigenen Siegels. Das älteste Siegel trägt die Jahreszahl 1764. In einem gekrönten Ovalschild mit reich verziertem Rahmen steht das Wappen mit dem säenden Bauern auf freiem Feld. Das Wappenbild hat sich seitdem nicht mehr geändert. Der Bauer stellt einen freien Bauern dar und steht redend für den Ortsnamen (Saatfeld). Im Schrifttum des 19. Jahrhunderts erscheint das Wappen nicht. |

### Gemeindepartnerschaften
Eine Partnerschaft besteht mit Sosa im Erzgebirge.

## Kultur und Sehenswürdigkeiten

### Musik

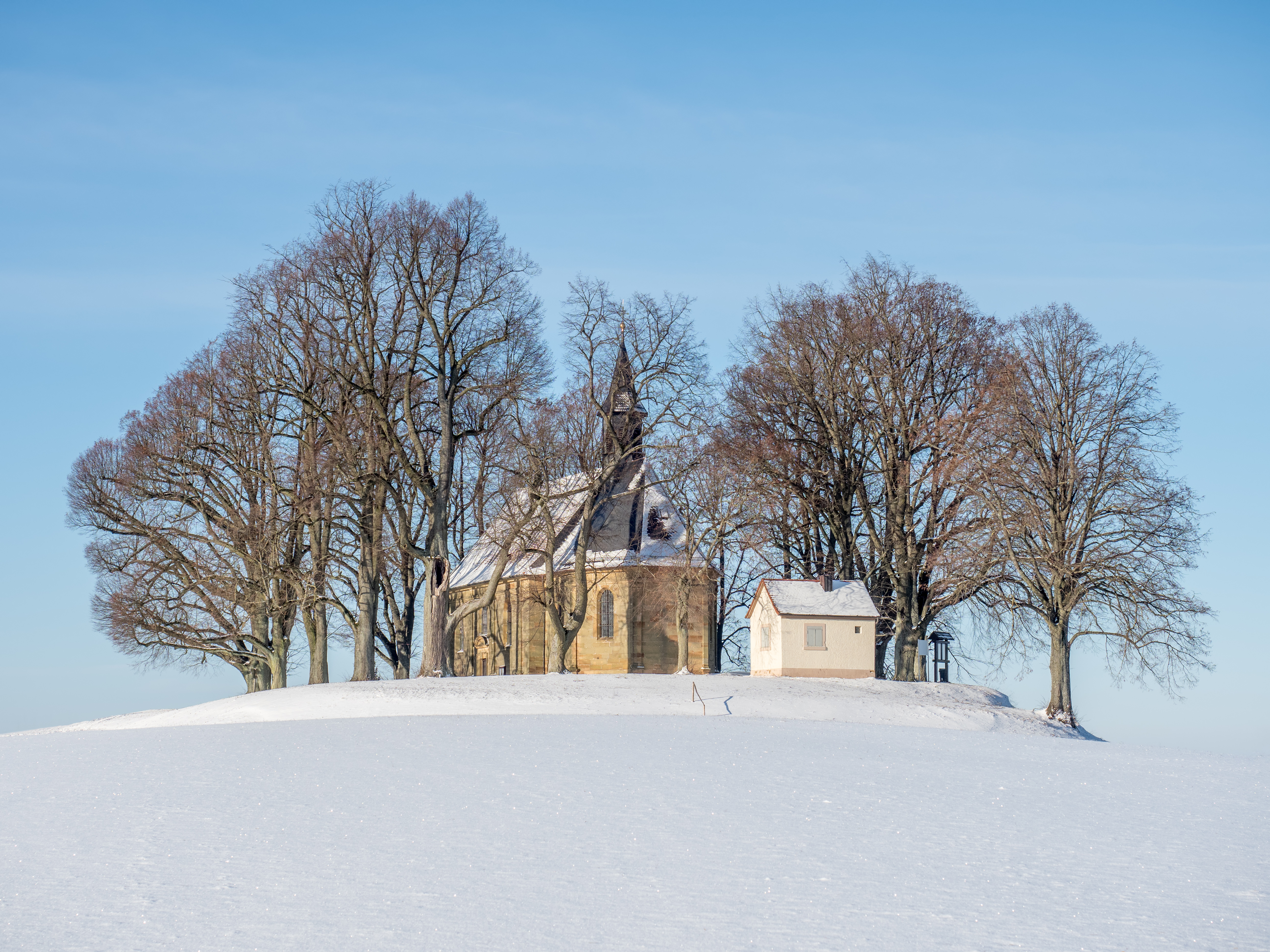
Katholische Filial- und Wallfahrtskirche St. Veit auf dem Ansberg

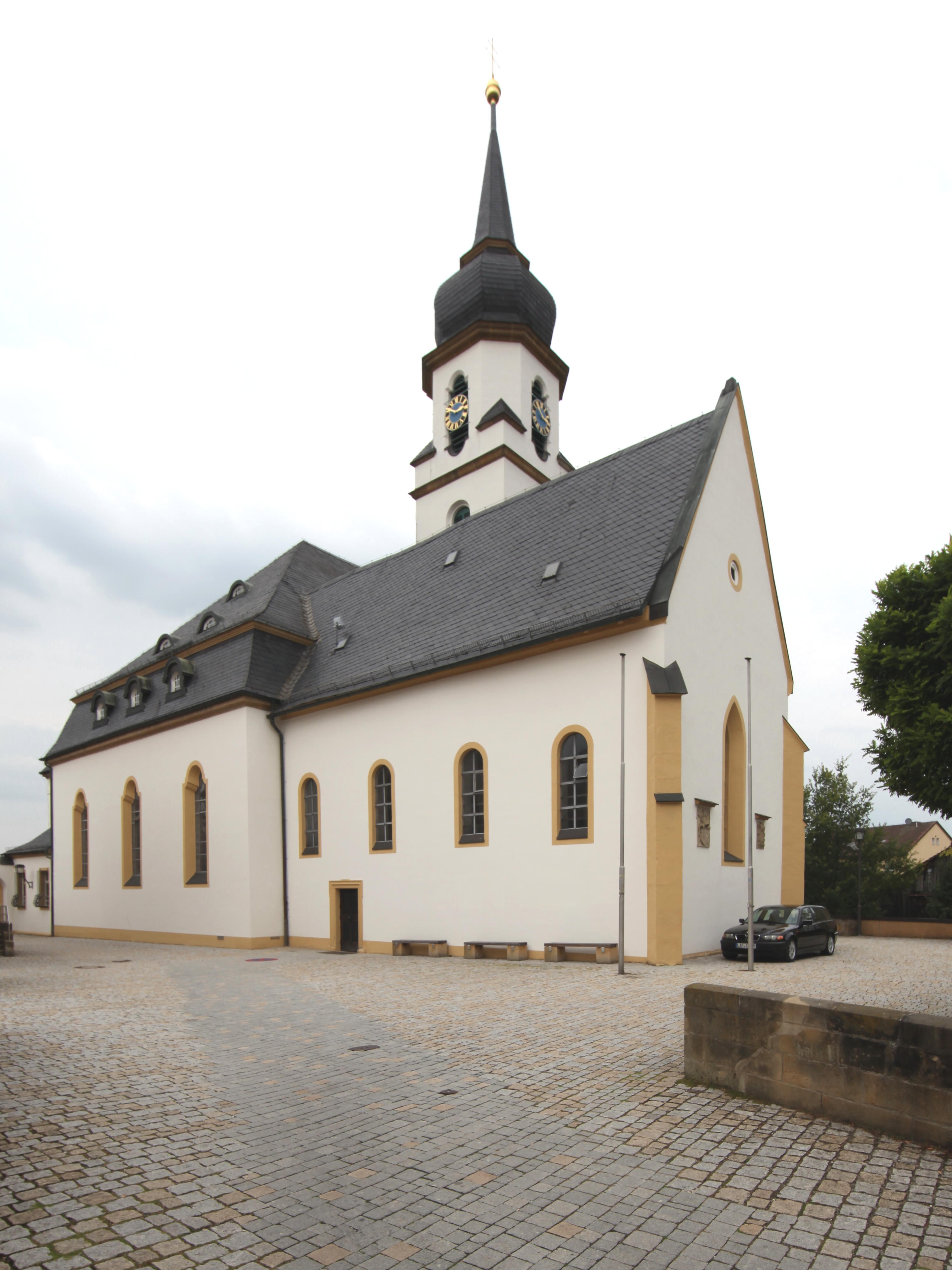
Katholische Pfarrkirche Mariä Verkündigung

Es gibt mehrere Blaskapellen, die von der traditionellen Blasmusik bis zum modernen Swing ein umfangreiches Repertoire bieten. Daneben gibt es einige Chöre und Bands. Die größten Musikgruppen im Markt Ebensfeld sind:
Die beiden ehemaligen Ebensfelder Musikvereine Obermaintaler Jugendkapelle Ebensfeld e. V. und Musikverein Ebensfeld e. V. haben sich nach über 40 Jahren mit Beschluss vom 29. Juni 2012 wieder zu einem Verein zusammengeschlossen und treten als Musikvereinigung Ebensfeld e. V. mit mehreren Orchestern auf:
- Blasorchester Ebensfeld
- Erwachsenenbläserklasse „Bloos A-Moll“
- Jugendorchester
- Junior-Band

Daneben gibt es die Kelbachtaler Blasmusik Prächting und die Blaskapelle Kleukheim
- Chöre
  - Gesangverein Liederkranz Ebensfeld
  - Kehlbachspatzen Ebensfeld, Kinder- und Jugendchor
  - Gesangverein Liederhort Birkach
  - Gospelchor Gedankensprung Kleukheim
  - Gesangverein Kleukheim
- Bands
  - Spontan Ebensfeld
  - Mix-Dur Ebensfeld

Daneben gibt es eine Schulband, die den Instrumentalunterricht in der Schule fördert.
Die Musikvereinigung Ebensfeld e. V. bildet in Zusammenarbeit mit der Pater-Lunkenbein-Schule Ebensfeld den Bläsernachwuchs unter anderem in unterrichtsintegrierten Schulbläserklassen in der Grundschule aus (einziges Grundschulbläserklassenprojekt im Landkreis Lichtenfels), viele Musikschüler lernen aber auch in der Musikschule.

### Baudenkmäler
- Wallfahrtskirche Maria Schmerz im Ortsteil Eggenbach
- St. Vitus auf dem Ansberg bei Dittersbrunn

### Bodendenkmäler
- St.-Veit-Kapelle auf dem ca. 460 m hohen Ansberg, volksmundlich auch Veitsberg genannt, 1717–1719 von Andreas Rheinthaler über älterem Kern erbaut[13]

### Naturdenkmäler
Lindenkranz auf dem Ansberg ⊙
Östlich von Ebensfeld liegt der Ansberg, wegen der dortigen St.-Veits-Kapelle im Volksmund auch Veitsberg genannt. Diese Kapelle umschließt der älteste geschlossene Lindenkranz Europas. Die rund um die Kapelle stehenden 21 Bäume sind über 200 Jahre alt.

### Regelmäßige Veranstaltungen
- Am Faschingsdienstag findet ein Faschingsumzug statt. Über 40 Gruppen beteiligen sich zu Fuß oder mit einem Wagen daran. Veranstalter ist die Ebensfelder Karnevalsgesellschaft (EKG).
- Am ersten Sonntag im Mai veranstaltet der Gewerbeverein einen Maimarkt. Neben gewerblichen Ständen präsentieren sich auch Gruppen, Institutionen und Vereine.
- Am zweiten Wochenende im September veranstaltet die Musikvereinigung Ebensfeld e. V. die sogenannte Grieser Kerwa, eine dreitägige Zeltkirchweih im Ortsteil Gries.
- Am dritten Wochenende im September findet im Markt Ebensfeld die Kirchweih statt, die traditionell mit der Aufstellung des „Kerwasbaums“ im Ortszentrum beginnt.
- Am ersten Sonntag im Dezember veranstaltet der Gewerbeverein rund um die Kirche einen kleinen Adventsmarkt.

## Wirtschaft und Infrastruktur

### Verkehr
- Östlich von Ebensfeld verläuft die A 73 von Bamberg nach Coburg. Diese Straße wurde erst im Januar 2008 von der ehemaligen B 173 zur Autobahn erhoben und im Jahr 2008 bis nach Coburg verlängert, während die B 173 weiterhin von Lichtenfels nach Kronach führt.
- Der Markt hat einen Haltepunkt an der Bahnstrecke Bamberg–Hof, die von Bamberg über den Eisenbahnknotenpunkt Lichtenfels nach Hof führt. Südlich von Ebensfeld verläuft diese Strecke parallel zur Schnellfahrstrecke Nürnberg–Erfurt, nördlich des Ortes trennen sich beide Strecken. Die Schnellfahrstrecke ist Teil des Verkehrsprojekts Deutsche Einheit Nr. 8, dessen Teilabschnitte im Bereich Ebensfeld Ende 2017 in Betrieb gingen. Ebensfeld hat keine Betriebsstelle an der Schnellfahrstrecke.
- Durch den Ort verläuft der Fränkische Marienweg.

### Ansässige Unternehmen
- In der Gemeinde gibt es drei Brauereien: Schwanenbräu Ebensfeld, Brauerei Martin in Unterneuses und die Brauerei Leicht in Pferdsfeld. Die letzteren gehören zu den kleinsten fränkischen Brauereien.
- Größtes Unternehmen am Ort ist das Bezirksklinikum Obermain mit über 700 Arbeitnehmern.
- Weitere größere Unternehmen sind die RAAB Baugesellschaft mbH & Co. KG mit über 200 Arbeitnehmern[14], der IT-Großhändler Systeam AG mit 316 Mitarbeitern, Herbst Transporte und                                                                              Schedel, der „ökologische Backspezialist“ mit knapp unter hundert Arbeitern und Angestellten. Die Firma Schedel hat derzeit 29 Mitarbeiter.[15]
- Außerdem gibt es die mittelständische Firma Waves mit rund ca. 30 Mitarbeitern.[16]

### Bildung
Einzige Schule in der Gemeinde ist die Pater-Lunkenbein-Grundschule. Sie umfasst die  Jahrgangsstufen 1 bis 4. Die Schule Ebensfeld ist verknüpft mit den Schulen in Bad Staffelstein und Lichtenfels und arbeitet mit diesen eng zusammen.

## Söhne und Töchter der Gemeinde
- Georg Meixner (1887–1960), war ein deutscher katholischer Geistlicher, bayerischer Politiker und päpstlicher Hausprälat
- Rudolf Lunkenbein (1939–1976), war ein deutscher Salesianer Don Boscos und Missionar in Brasilien
- Johann Andreas Seelmann (* 7. August 1732 in Ebensfeld; † 8. Oktober 1789 in Speyer), war von 1771 bis zu seinem Tod Weihbischof im Bistum Speyer.
- Johann Baptist Dietz (1879–1959), war römisch-katholischer Theologe und von 1939 bis 1958 Bischof des Bistums Fulda.
- Adam Senger (1860–1935), war Weihbischof im Erzbistum Bamberg